# 中国における綿生産

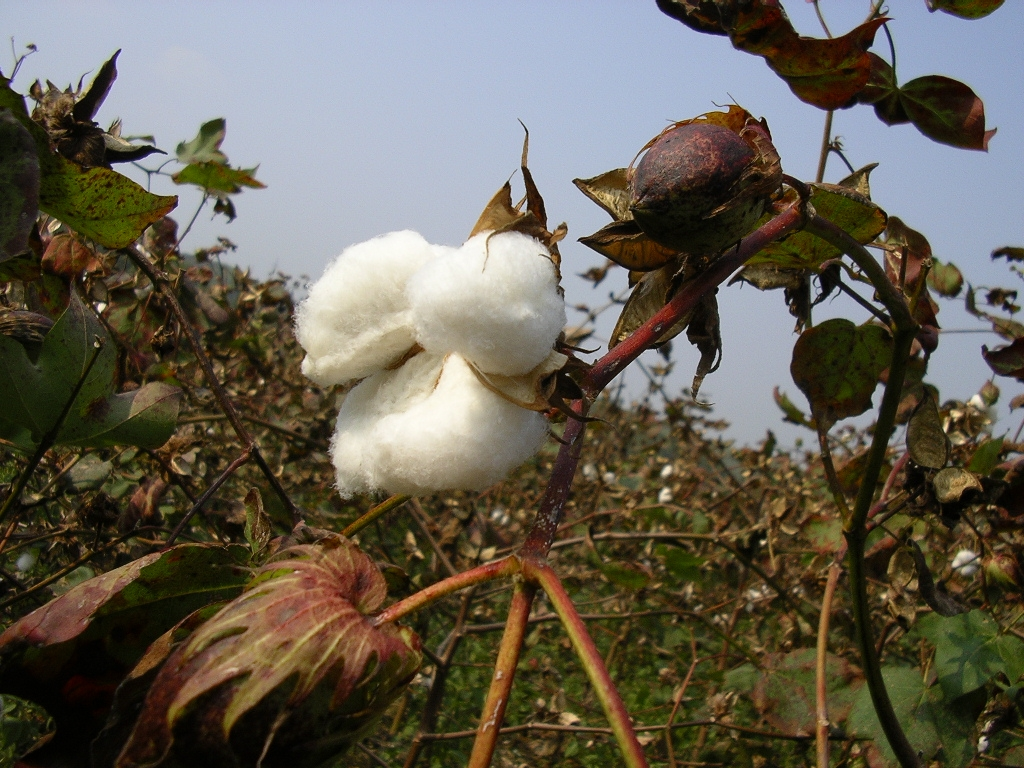
綿の実とステープルファイバー、広西チワン族自治区にて撮影

中国における綿生産（ちゅうごくにおけるめんせいさん）は、中華人民共和国の繊維産業において、重要な地位を有していると同時に、世界のアパレル産業にとっても大きな影響力を有している。木綿（綿）は、中国にとって長年に渡り重要な換金作物であり、中国における綿花の生産量は、1982年にインドに抜かれるまで、世界1位であり、2割以上のシェアを有していた。中国の35省級行政区のうち、24行政区にて綿花栽培が行われており、生産に関わる人口は約3億人に上る。1950年代には中国の繊維産業のうち綿織物は95%を占めており、現在でも8割のシェアを有し、重要な地位にある。綿織物産業は、1000万人以上を雇用している。2012-2013年度の生産量は760万トンであったが、2013-2014年度の生産量は700万トンに落ちている。歴史的に、中国の綿花生産は長江デルタ地域に南アジア（インド亜大陸）で発達した木綿栽培が伝来したのが起源であると考えられている。

## 歴史
木綿が最初に伝わったのは、現在の雲南省に相当する地域で、紀元前200年頃のことである。当初は換金作物ではなく、観賞用植物と見做されていた。南西部の国境地帯に居住するヤオ族は、西暦25年から220年頃には高品質の綿布を生産していたと伝わっている。タリム盆地 においては、紀元前1000年頃のミイラが綿の着物を纏っていた考古学的発見もなされている。紀元前100年頃の漢の時代には、西域のシアチェン氷河における高品質な綿布が注目されている。これら古文書ないし考古学的発見から、インド亜大陸から木綿が伝播したと考えられている。インドから伝来した品種は、シロバナワタ、 キダチワタ、 Gossypium hardenseであり、9世紀ごろには広東省や福建省で栽培が開始された。四川省においては、綿生産者の強力なロビー活動により栽培の開始が遅れ、1949年から科学的手法とともに栽培が行われている。
中国当局は1870年代には綿生産の機械化の必要性を認識しており、1900年代初頭より機械化が行われている。
1996年には、新疆生産建設兵団が、北疆において綿生産を開始、南疆においてもウイグル族による手摘みでの栽培が行われた。世界三大綿の一つに数えられた新疆綿であるが、2010年代に中国政府がウイグル族に迫害を加えていると報じられと、アメリカ政府などが製品の輸入を禁止。国際的な流通に制限が掛かった。

## 栽培地域

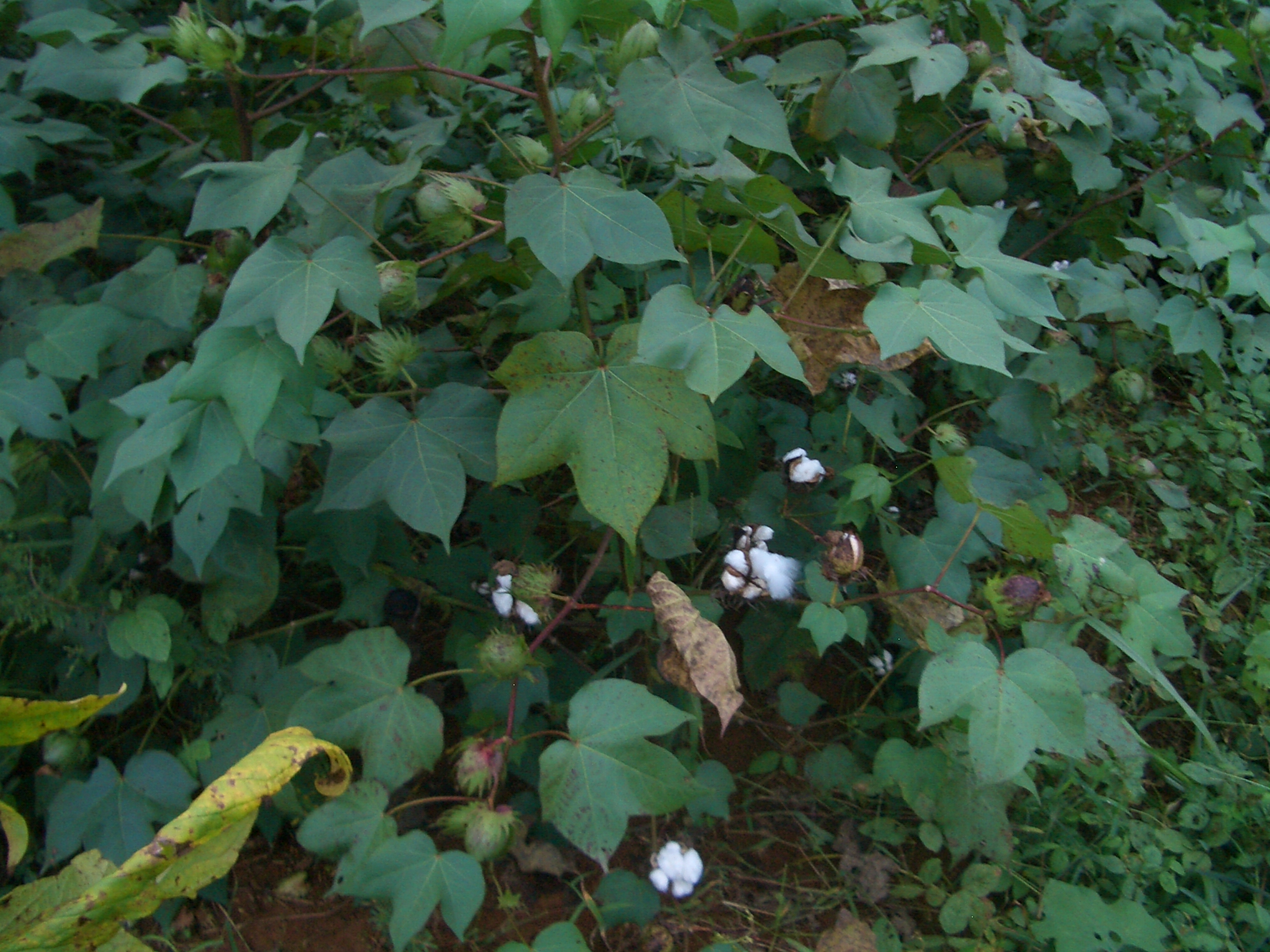
陽新県で栽培されている綿

綿花の栽培面積は、換金作物の総栽培面積のおよそ3割を占めている。主な栽培地は、新疆ウイグル自治区、広西チワン族自治区や湖北省などの長江流域、湖北省と河北省、山東省を含む黄河・淮河流域である:60。2012年の作付面積は530ヘクタールであり、1ヘクタールあたりの生産高は1,438キログラムであった。
中国は2021年の統計において、300万ヘクタールの作付面積を有し、世界最大の木綿生産国である。
特に新疆ウイグル自治区で生産される綿は「新疆綿」と呼ばれ、世界3大綿の一つに数えられる。昼と夜の気温差の大きさ、日照時間の長さ、降水量の少なさと豊富な雪解け水の存在が綿の成長に適しており、害虫駆除の技術も確立していることが新疆綿を特別たらしめており、中国で生産される綿花の85％を占めており、2020年の生産高は516万トンに及ぶ。新疆綿は繊維長が長い｢超長繊維綿｣で、滑らかさや光沢感が特徴とされ、安価であることから中国のみならず、世界中のアパレル産業に利用されている。中国政府は、中国国内で生産されている綿花を全量買い取っており、綿花を直接輸出していないが、中国国内で紡績され、また、アパレル製品として加工された綿製品は中国国内で消費される分を除いても世界シェアの8%に相当する中国産の木綿が出回っているとされ、世界の綿糸市場における影響力は大きい。

## 人権問題
新疆綿については、人権問題が指摘されることがある。2018年にドイツの人類学者 アドリアン・ゼンズが、「中国は新疆の少数民族の労働者数十万人を強制労働させ、綿の手摘みをさせている」と告発したことをきっかけとして、西側諸国で強制労働疑惑が問題視されるようになり、ベター・コットン・イニシアチブや多数のグローバル企業が不買を表明した。中国当局は「中国弾圧のための捏造」と主張している。
パタゴニアやH&Mなど、新疆綿の不買を決定した企業は、巨大市場である中国国内で大きな反感を買い、中国でボイコットが呼びかけられており、その一方ユニクロなど判断を明確にしていない企業には、アメリカ合衆国で輸入が差し止められるなど、アパレル産業は板挟みに直面している。アパレル産業のサプライチェーンは複雑であり、全ての部材に新疆綿が使用されていないか確認することは製造メーカーにも困難とされている。

## 脚註
1. ↑  Zhuo, Zhu (1991). “A study on rational location of the cotton production in China”. Chinese Geographical Science 1 (2):  129–140. doi:10.1007/BF02664509.
2. 1 2  “The Cotton Sector in China”.  United Nations Environment Programme. p. 57. 2015年11月16日閲覧。
3. ↑  Meador & Xinping 2013, p. 3.
4. 1 2 3  Zurndorfer, Harriet T.. “The Resistant Fibre: The Pre-modern History of Cotton in China”.   London School of economic and Political Science. 2015年11月16日閲覧。
5. ↑  “棉花的傳播”.   湖南省棉花科學研究所 (2012年3月22日). 2020年5月13日時点のオリジナルよりアーカイブ。2020年5月13日閲覧。
6. 1 2  Dai, Jianlong; Dong, Hezhong (January 2014). “Intensive cotton farming technologies in China: Achievements, challenges and countermeasures”. Field Crops Research (Science Direct Journal) 155:  99–110. doi:10.1016/j.fcr.2013.09.017.
7. ↑  Zurndorfer, Harriet T. (2011-01-01). “Cotton Textile Manufacture and Marketing in Late Imperial China and the ‘Great Divergence’” (英語). Journal of the Economic and Social History of the Orient 54 (5):  701–738. doi:10.1163/156852011X614028. ISSN 1568-5209.
8. ↑  “采棉机除了约翰迪尔和凯斯的进口产品，国产的到底能不能用？”.   农机通 (2017年12月8日). 2021年5月13日時点のオリジナルよりアーカイブ。2021年3月28日閲覧。
9. ↑  “约翰迪尔CP690摘棉机闪耀沙湾机收队伍”. 中国工程机械商贸网. (2016年10月21日) 2021年3月28日閲覧。
10. ↑  “ユニクロの柳井正氏、新疆綿は「使っていない」　BBCインタビューで説明”.   BBC (2024年11月28日). 2024年12月3日閲覧。
11. ↑  “Cotton Growing Industry in China”. 2022年11月6日閲覧。
12. 1 2 3  横山泰明 (2021年3月27日). “「新疆綿」の大き過ぎる存在感　不使用ならアパレル生産は大混乱か”. WWD Japan. 2021年4月28日閲覧。
13. ↑  松下久美 (2021年4月28日). “決断迫られるファストリ、無印。ほぼ全ての日本人が新疆綿使う現実どう考える？”.   Business insider. 2021年4月28日閲覧。
14. ↑  “「新疆綿」はなぜ中国たたきの理由になったのか？”. 東方新報 (AFP BP news). (2021年4月8日) 2021年4月28日閲覧。
15. ↑  田中奏子 (2021年6月16日). “グンゼ、新疆綿の使用中止へ　人権侵害への懸念で”. 朝日新聞 2021年6月28日閲覧。